# Flavio Roma
Flavio Roma (Roma, 21 de junho de 1974) é um ex-futebolista italiano. Atuava como goleiro.

## Carreira
Depois de passagem pelas categorias de base da Lazio, subiu ao time principal em 1994. Escolhido como terceiro goleiro dos biancocelesti (Luca Marchegiani era o titular absoluto e Fernando Orsi, seu reserva imediato), o jovem atleta não teve chances em seis temporadas com a Lazio, que o emprestou para cinco equipes (Mantova, Venezia, Fiorenzuola, Foggia e Chievo) para ganhar mais experiência.
Dispensado pela Lazio em 1999, Roma teve sua primeira grande oportunidade na Série A italiana, com o Piacenza. Atuando em setenta partidas com a camisa dos Lobos, despertou interesse do Monaco, que o contratou em 2001 e tornaria Roma um dos ídolos da torcida.
Em 2009, o goleiro voltaria à Itália, sendo contratado pelo Milan, para ocupar o lugar do croata Željko Kalac, que rescindira seu contrato. A princípio, brigaria por posição com Marco Storari e Christian Abbiati durante o período em que Dida permanecia lesionado. Leonardo, então técnico dos rossoneri, preferiu alternar entre Storari e Dida, já recuperado.
Roma só estrearia pelo Milan em 2011, em partida contra o Bari, contra a Udinese, ficou apenas quatro minutos em campo. No jogo contra o Genoa, mesmo no banco de reservas, levou cartão amarelo.
Fora dos planos de Massimiliano Allegri para a temporada 2012-13, Roma acertou sua rescisão de contrato, voltando ao Monaco.
No Monaco foi a terceira opção de goleiro jogando em duas temporadas pelo clube somente duas partidas antes de se aposentar após vinte anos de carreira.

## Títulos
Milan
- Campeonato Italiano: 2010-11
- Supercoppa Italiana: 2011
- Trofeo Luigi Berlusconi: 2009 e 2011